# Бутко Олександр Васильович
Олекса́ндр Васи́льович Бутко́ (нар. 7 жовтня 1957, с. Ковалі Чорнухинського р-ну Полтавської обл.) — український журналіст, редактор, телевізійний менеджер. Генеральний директор телеканалу «Тоніс».

## Біографія

### Ранні роки. Освіта
Народився 7 жовтня 1957 у с. Ковалі Чорнухинського р-ну на Полтавщині. Закінчив факультет журналістики Київського державного університету ім. Т. Г. Шевченка (1980).

### Кар'єра
- 1980 — 1992 — редактор, старший редактор, відповідальний випусковий, завідувач відділу Українського радіо Держтелерадіо УРСР.
- 1992 — 1995 — головний редактор масових і видовищних програм Укртелерадіокомпанії.
- 1995 — 1997 — головний редактор творчо-виробничого об'єднання «Юність» Національної телекомпанії України, директор творчо-виробничого об'єднання «Нове покоління».
- 1997 — 2001 — директор творчо-виробничого об'єднання «Українські телевізійні новини», перший віцепрезидент Національної телекомпанії України.
- 2001 — 2002 — заступник шеф-редактора з питань телебачення журналу «Президент».
- 2002 — 2003 — координатор проєкту телекомпанії «Гравіс».
- 2003 — 2003 — редактор телекомпанії «Студія плюс».
- 2003 — 2005 — віцепрезидент Національної радіокомпанії України, член Національної ради України з питань телебачення і радіомовлення.
- З 7 вересня 2011 — генеральний директор телеканалу «Тоніс».

Член Національної спілки журналістів України з 1997 року.

## Нагороди
- Почесна грамота Президії Верховної Ради України.